# KWF-Tagung

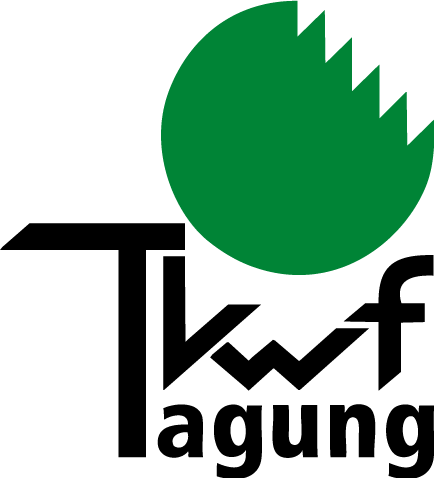
Logo der KWF-Tagung

Die KWF-Tagung ist eine derzeit alle vier Jahre stattfindende Veranstaltung des Kuratoriums für Waldarbeit und Forsttechnik. Die Veranstaltung zählt zu den größten ihrer Art weltweit. Das macht sie zu einem der wichtigsten internationalen Branchentreffen für Forst und Holz. Die KWF-Tagung besteht traditionell aus drei Elementen – der KWF-Expo (Forstmaschinen- und Neuheitenschau), den Fachexkursionen und dem Fachkongress.

## Geschichte

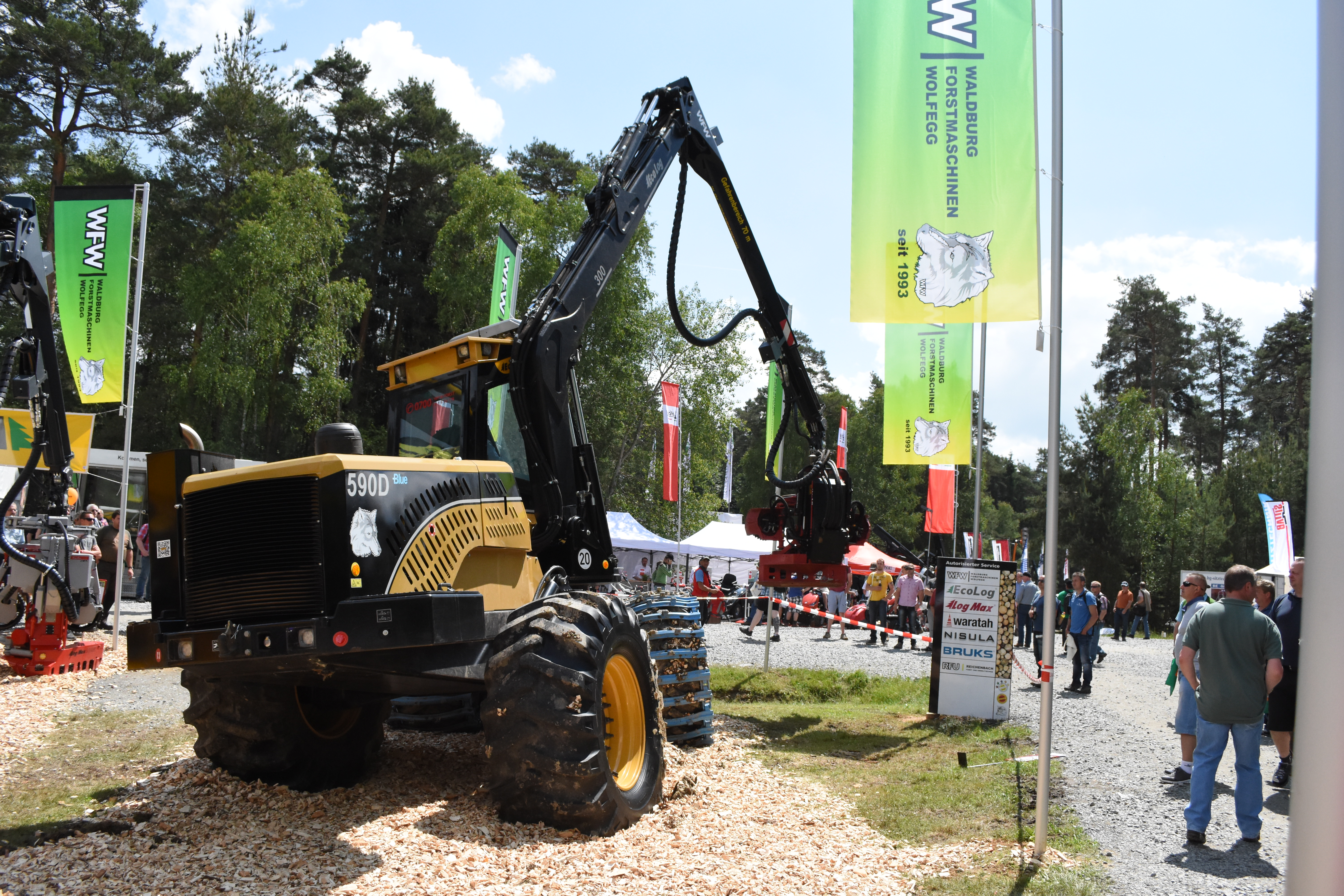
KWF Tagung Roding 2016

Seit 1964 veranstaltet das Kuratorium für Waldarbeit und Forsttechnik e.V. regelmäßig die KWF-Tagung. Die erste fand – mit dem Schwerpunktthema „Bestandesbegründung – technische Möglichkeiten und neue Wege“ – in Lüneburg statt. Bis in die 1980er Jahre stand bei den KWF-Tagungen jeweils ein fachliches Thema im Mittelpunkt.
Zunächst fanden die KWF-Tagungen alle zwei Jahre statt. Erst ab der siebten Auflage (1977 in Schmallenberg) wechselte man in den vierjährlichen Turnus. Einzige Ausnahme: Im Jahr 1988 erfolgte der Wechsel auf die geraden Jahre. Diese terminliche Neuausrichtung verhinderte Überschneidungen mit den Tagungen des Deutschen Forstvereins (DFV). Darüber hinaus wurde durch diesen Wechsel erreicht, dass in Mitteleuropa abwechselnd mit der KWF-Tagung und der Messe Interforst in München alle zwei Jahre internationale Leitveranstaltungen für die Forstbranche stattfinden. Standorte und gastgebenden Landesforstverwaltungen bzw. -betriebe wechseln.
Zwischen den großen KWF-Tagungen werden Thementage durchgeführt. Sie greifen immer ein aktuelles Schwerpunktthema der Branche auf. Im September 2010 fanden die ersten KWF-Thementage zum Thema „Bodenschonung beim Forstmaschineneinsatz in der Holzernte“ in Rheinland-Pfalz statt.
| Jahr | Ort                                    | Tagungsthema                                                                          | Aussteller/Besucher                            |
| ---- | -------------------------------------- | ------------------------------------------------------------------------------------- | ---------------------------------------------- |
| 1964 | 1. KWF-Tagung Lüneburg                 | Bestandesbegründung – technische Möglichkeiten und neue Wege                          | k. A.                                          |
| 1966 | 2. KWF-Tagung Freudenstadt             | Holzbringung                                                                          | k. A.                                          |
| 1968 | 3. KWF-Tagung Bad Homburg vor der Höhe | Technische Möglichkeiten zur Verbesserung der Wirtschaftlichkeit im Forstbetrieb      | k. A.                                          |
| 1971 | 4. KWF-Tagung Bayreuth                 | Arbeits- und Betriebsorganisation beim Maschineneinsatz                               | k. A.                                          |
| 1973 | 5. KWF-Tagung Trier                    | Der Wald, der im Wald tätige Mensch und die Forsttechnik                              | k. A.                                          |
| 1975 | 6. KWF-Tagung Braunschweig             | Durchforstung                                                                         | k. A.                                          |
| 1977 | 7. KWF-Tagung Schmallenberg            | Betriebsstruktur und Mechanisierung                                                   | k. A.                                          |
| 1981 | 8. KWF-Tagung Kassel                   | Bestandesbegründung im Mittelgebirge                                                  | k. A.                                          |
| 1985 | 9. KWF-Tagung Ruhpolding               | Waldschonende Holzernte                                                               | 82 Aussteller; 6.000 Besucher                  |
| 1988 | 10. KWF-Tagung Heilbronn               | Waldpflege – Investition für die Zukunft                                              | 125 Aussteller; 15.000 Besucher                |
| 1992 | 11. KWF-Tagung Koblenz                 | Waldarbeit im Umbruch                                                                 | 201 Aussteller aus 10 Ländern; 22.000 Besucher |
| 1996 | 12. KWF-Tagung Oberhof                 | Forsttechnik für naturnahe Waldwirtschaft                                             | 380 Aussteller aus 17 Ländern; 30.748 Besucher |
| 2000 | 13. KWF-Tagung Celle                   | Forstwirtschaft im Einklang von Mensch, Natur, Technik                                | 309 Aussteller aus 14 Ländern; 30.152 Besucher |
| 2004 | 14. KWF-Tagung Groß-Umstadt            | Prozessorientierung in der Forstwirtschaft – neue Technik, neue Partner, neues Denken | 364 Aussteller aus 16 Ländern; 34.144 Besucher |
| 2008 | 15. KWF-Tagung Schmallenberg           | Forsttechnik live im Sturmholz                                                        | 515 Aussteller aus 23 Ländern; 43.115 Besucher |
| 2012 | 16. KWF-Tagung Bopfingen               | Faszination Forstwirtschaft – durch Zusammenarbeit gewinnen                           | 534 Aussteller aus 26 Ländern; 50.306 Besucher |
| 2016 | 17. KWF-Tagung Roding                  | Wälder, Menschen, Märke – Forstwirtschaft nutzt natürlich!                            | 537 Aussteller aus 27 Ländern; 50.692 Besucher |
| 2024 | 18. KWF-Tagung Schwarzenborn (Knüll)   | Forstwirtschaft erleben                                                               | n.n.                                           |

## Veranstalter
Veranstalter der KWF-Tagung ist das Kuratorium für Waldarbeit und Forsttechnik e.V. (KWF). Im Auftrag des KWF wird die große KWF-Tagung – alle vier Jahre – von der KWF GmbH organisiert und veranstaltet.
Ein Markenzeichen der KWF-Tagung sind die wechselnden Standorte. Nur dadurch kann man den vielfältigen Gegebenheiten und Ansprüchen der europäischen Forstwirtschaft optimal gerecht werden. Der Preis ist allerdings ein extrem hoher Organisationsaufwand. Daher ist das KWF auf starke regionale Partner angewiesen. Mitveranstalter sind die jeweiligen gastgebenden Landesforstverwaltungen bzw. -betriebe.

## KWF-Tagung

### KWF-Expo
Die KWF-Expo (früher Forstmaschinen- und Neuheitenschau), der Messeteil der KWF-Tagung, findet als Demo-Messe im Wald statt. Auf einer 100 ha großen Feld- und Waldfläche präsentieren über 400 Aussteller aus über 20 Ländern ihre neusten Entwicklungen und den umfassenden Stand der Technik.
Aussteller aus dem In- und Ausland zeigen Produkte aus den unterschiedlichsten Bereichen der Forsttechnik – einschließlich IKT (Informations- und Kommunikationstechnologie), dem Holztransport, der Kommunaltechnik, der Energietechnik und dem Arbeitsschutz. Bereichert wird das Programm durch Sonderschauen zu speziellen Themen, Prämierungen von Neuheiten und live stattfindenden Meisterschaften.

### Fachexkursionen

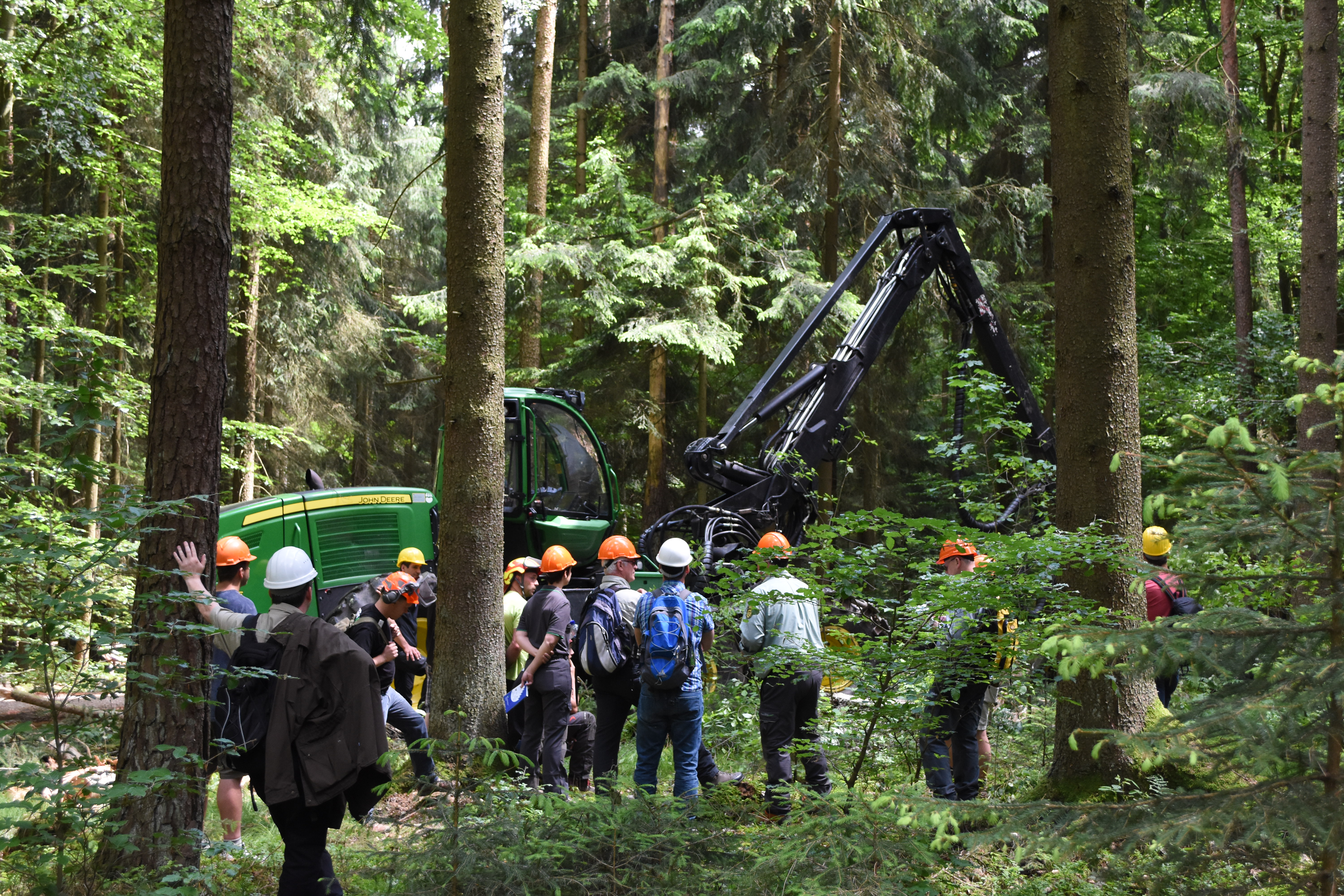
KWF Tagung Roding 2016 – Exkursion Holzvollerntung

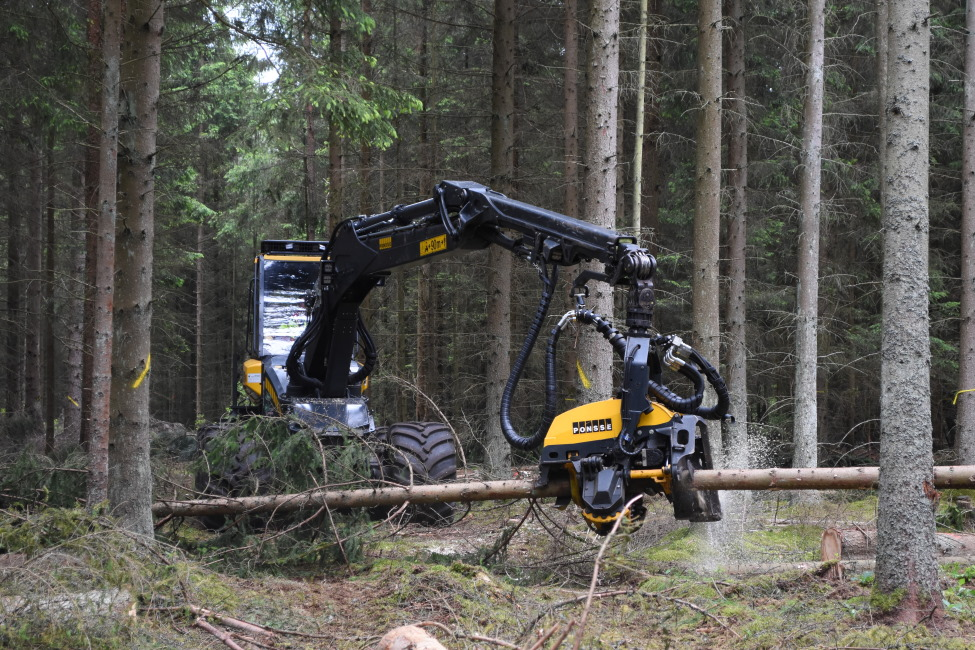
KWF Tagung Roding 2016 – Exkursion Holzvollerntung

Die Fachexkursionen finden in den umgebenden Wäldern der KWF-Expo statt. Dabei wird moderne und vom KWF geprüfte Forsttechnik im Einsatz gezeigt und komplette Arbeitsketten im Echt-Betrieb demonstriert. Es gibt Informationen zu zahlreichen neuen und bewährten Arbeitsverfahren. Der Fokus der Themen liegt dabei auf umweltverträglichem Technikeinsatz, Energieholzgewinnung, Logistikketten und Waldschutz. Neutralen Experten stehen für Diskussionen über Einsatzbedingungen und Kosten zur Verfügung.
Eine ausführliche Dokumentation der einzelnen Stationen mit allen Angaben zu den Verfahren, einschließlich Leistung und Kosten der Maschinen, Ergonomie, Arbeitssicherheit und Umweltverträglichkeit (z. B. Boden- und Bestandespfleglichkeit) bietet der KWF-Tagungsführer.

### Fachkongress
Der eintägige Fachkongress ist Plattform der Entscheidungsträger und findet auf der Messe statt. Auf dem Fachkongress werden Vorträge, Diskussionsforen mit Experten und Arbeitskreise zu verschiedenen Fachthemen angeboten.

### Rahmenprogramm
Das bunte Rahmenprogramm der KWF-Tagung beinhaltet neben einem Familien- und Waldbesitzertag auch immer die Stihl Timbersports Show, die Europäischen Forwarder-Meisterschaften, die Deutschen Pferderückermeisterschaften und vieles mehr.

## Partnerschaften
Die KWF-Tagung ist Gründungsmitglied im weltweiten Netzwerk „Forestry Demo Fairs“ (FDF); die KWF-Expo findet in Kooperation mit der schwedischen Elmia Wood statt. Es bestehen außerdem Messe-Partnerschaften mit der LIGNA und der Interforst.